# Katie Gomez
Katie Brianna Gomez (ur. 7 marca 2004) – amerykańska zapaśniczka walcząca w stylu wolnym. 
Brązowa medalistka mistrzostw panamerykańskich w 2024. Trzecia na MŚ juniorów w 2022. Mistrzyni świata kadetów w 2021 roku. 